# Radical 25
Le radical 25 (卜), qui signifie divination, est un des 23 des 214 radicaux chinois répertoriés dans le dictionnaire de Kangxi composés de deux traits.
Le caractère Unicode de 卜 est 535C.

## Caractères avec le radical 25
| nombre de traits          | caractères  |
| ------------------------- | ----------- |
| Sans trait supplémentaire | 卜          |
| 2 traits supplémentaires  | 卝 卞       |
| 3 traits supplémentaires  | 卟 占 卡 卢 |
| 5 traits supplémentaires  | 卣 卤       |
| 6 traits supplémentaires  | 卥 卦       |
| 7 traits supplémentaires  | 卧          |
| 9 traits supplémentaires  | 卨          |